# Mezőlak
Mezőlak község Veszprém vármegyében, a Pápai járásban.

## Fekvése
Pápa nyugati vonzáskörzetében helyezkedik el, a város központjától légvonalban alig több mint 7 kilométerre. A további szomszédos települések: észak felől Nagyacsád, délkelet felől a Pápához tartozó Borsosgyőr, délnyugat felől Mihályháza, nyugat felől pedig Békás. Nagy kiterjedésű külterületi határrészei a fentieken túl érintkeznek még északnyugati irányban Kemeneshőgyész, Magyargencs és Nemesgörzsöny határszéleivel is.

### Megközelítése
Lakott területén egyedül a 84 112-es út halad végig, amely Pápa nyugati határszélén ágazik ki a 834-es főútból és Békás déli határszéle előtt a 8405-ös útba torkollva ér véget.
A hazai vasútvonalak közül a települést a Győr–Celldömölk-vasútvonal érinti, melynek egy megállási pontja van itt. Mezőlak vasútállomás a belterület délnyugati szélén helyezkedik el, közúti elérését ugyancsak a 84 112-es út biztosítja.

## Története
Mezőlak Árpád-kori település. A fennmaradt szájhagyomány szerint a tatárjáráskor a falu a templomba menekült, ahova idő hiányában nem tudtak betörni a tatár hadak, így a lakosság megmenekült. Nevét az írásos források azonban csak 1286-ban említették először. Később, a Török hódoltság alatt a törökök is többször megtámadták és felégették Mezőlakot, lakossága a Marcal mocsaraiban talált menedéket.
A falu birtokosa a 18. század közepéig a Zámbó család volt. 1763-ban a birtok az Esterházy családé lett, amelyet uradalmi székhelyként használtak.
Ma Mezőlak 1000 fő körüli lakosságával a térség egyik legnagyobb települése.

## Közélete

### Polgármesterei
- 1990–1994: Kocsis Tibor (független)[3]
- 1994–1998: Kocsis Tibor Pál (független)[4]
- 1998–2001: Németh István (független)[5]
- 2001–2002: Kocsis Tibor (független)[6][7]
- 2002–2006: Kocsis Tibor Pál (független)[8]
- 2006–2009: Szabó László (Fidesz-KDNP)[9]
- 2009–2010: Nagy Gábor (független)[10]
- 2010–2014: Nagy Gábor (független)[11]
- 2014–2019: Nagy Gábor (független)[12]
- 2019–2024: Nagy Gábor (független)[13]
- 2024– : Nagy Gábor (független)[1]

A településen 2001. augusztus 26-án időközi polgármester-választást tartottak, az előző polgármester halála miatt.
2009. december 13-án időközi polgármester-választást (és képviselő-testületi választást) kellett tartani Mezőlakon, az előző képviselő-testület önfeloszlatása miatt. A választás négy polgármesterjelöltje között a hivatalban lévő faluvezető is elindult, ezúttal függetlenként, ám csak az utolsó helyet tudta megszerezni.

## Nevezetességei
- Református templom - A falu első gótikus református temploma az 1400-as évek második felében épült, de a törökök pusztítását csak egyik tornya élte túl. 1623-ban építették újjá barokk stílusban, majd 1911-ben teljesen felújították.
- Szent Kereszt Felmagasztalása-templom - a mai templom barokk stílusban épült, 1790-ben szentelték fel, de az épület alapját egy 15. századi gótikus templom képezi. Belsejében 14 stációkép látható két oldalon, az oltárkép pedig Jézust ábrázolja a kereszten.
- Sold-kastély - szecessziós jellegű épület, melyet a 19. század közepén az Esterházy család építtetett, majd Sold Manó bérelte. A templom bádogtetős kupolájában régebben víztartály volt.
- Régi (az 1920-as években épült) evangélikus templomát, melynek (különálló toronnyal megépített) épülete a Petőfi utca és az Ady utca sarkán áll, az egyházközség felhagyta, 2009 körül magánkézbe került, új tulajdonosa pedig 2022-ben nyilvános hirdetési portálon is hirdette eladásra a nem túl jó állapotú, de településképi szempontból még mindig értékes épületegyüttest.[16] Az épületet Varnus Xavér vásárolta meg, a felújítás után orgonafesztivál szervezését tervezi.[17]  Az evangélikus közösség újabb építésű temploma az Arany János utcában található.

### Szélmezői tőzegbánya-tavak
A falun keresztülfolyik a borsosgyőri Séd vize, de a sík terület kialakulásában szerepet játszott a Tapolca és a Marcal folyása is. A település határán fekvő 4 tóból álló tórendszer az 1980-as évekre alakult ki. A lápos területen számos védett madárfaj is megfigyelhető.

## Itt születtek, itt éltek
- Istenes–Iscserekov András, Pápán alkotó, orosz származású festőművész és rajztanár (akinek emlékét dombormű is őrzi a településen) Mezőlakon van eltemetve.

## Népesség
A település népességének változása:
| Lakosok száma | 1035 | 1001 | 983  | 936  | 960  | 945  | 921  |
|               | 2013 | 2014 | 2015 | 2021 | 2022 | 2023 | 2024 |

A 2011-es népszámlálás során a lakosok 90,1%-a magyarnak, 1,5% cigánynak mondta magát (9,9% nem nyilatkozott; a kettős identitások miatt a végösszeg nagyobb lehet 100%-nál). A vallási megoszlás a következő volt: római katolikus 32,4%, református 34,9%, evangélikus 15,1%, felekezeten kívüli 3,8% (13,7% nem nyilatkozott).
2022-ben a lakosság 89,1%-a vallotta magát magyarnak, 1,7% ukránnak, 0,9% ruszinnak, 0,5% németnek, 0,4% cigánynak, 0,1% szlováknak, 1,8% egyéb, nem hazai nemzetiségűnek (9,4% nem nyilatkozott; a kettős identitások miatt a végösszeg nagyobb lehet 100%-nál). Vallásuk szerint 25,4% volt református, 24,7% római katolikus, 10,1% evangélikus, 0,1% ortodox, 0,1% egyéb keresztény, 0,2% egyéb katolikus, 6,5% felekezeten kívüli (32,8% nem válaszolt).